# Biblioteca capitolare di San Giovanni Battista
La Biblioteca capitolare di San Giovanni Battista è una biblioteca capitolare sita a Busto Arsizio nei pressi della basilica di San Giovanni Battista. È tra le più antiche biblioteche dell'area nord-ovest di Milano e una delle più antiche istituzioni culturali della Lombardia.

## Storia
L'attuale biblioteca capitolare nacque ufficialmente nel 1583, ma già alla fine del XIV secolo si era costituito presso la basilica un nucleo di testi raccolti da un gruppo di sacerdoti che poi andarono a confluire del patrimonio librario della biblioteca.
La prima testimonianza dell'esistenza della biblioteca risale agli inizi del XVI secolo nell'epigramma Bibliotheca Bustiensium scritto dall'umanista Gian Alberto Bossi tra il 1506 e il 1508. Secondo il canonico Pietro Antonio Crespi Castoldi, come riporta nell'opera secentesca De oppido Busti relationes, la fondazione della biblioteca deve risalire ai primi anni del XVI secolo, in un periodo che lo storico Pio Bondioli definì "rinascimento bustese", quando Busto Arsizio faceva parte della Pieve di Olgiate Olona.
Nel 1583 venne creata la Pieve di Busto Arsizio e prepositura e capitolo furono trasferiti da Olgiate Olona alla basilica di San Giovanni Battista per volere del cardinale Carlo Borromeo. È in quest'anno che la biblioteca assunse la denominazione di capitolare. Il primo inventario finora trovato, risalente al 1566, elenca circa cento volumi, per la maggior parte a stampa, che comprendevano opere di teologia e diritto, sermonari e antichi testi classici italiani, latini e greci. La biblioteca era considerata bene della chiesa di San Giovanni, in quanto in essa vennero trasferiti manoscritti e atti della chiesa e del clero del borgo di Busto Arsizio. A metà del XIX secolo iniziò una controversia tra il capitolo di San Giovanni e il Comune di Busto Arsizio in merito ai diritti di possesso sui libri della biblioteca, la quale si concluse con l'ufficializzazione dell'appartenenza dei testi all'autorità religiosa.
Tra i fondatori della biblioteca si trova Bernardino Crespi, curato della terza porzione della chiesa di San Giovanni, che fece costruire un edificio adiacente alla basilica come sede della capitolare. Dopo diversi trasferimenti nel corso dei decenni, la biblioteca trovò posto nell'attuale sede in via don Minzoni nel 1969, in un edificio progettato dall'architetto Richino Castiglioni.
Nel 1970 Soprintendenza regionale ai Beni librari inserì la biblioteca capitolare tra le biblioteche di interesse regionale. Il volume più antico conservato presso l'istituto è il cosiddetto Codice di Busto, un evangeliario ambrosiano del IX secolo proveniente dalla chiesa di Olgiate Olona che costituisce il più antico documento completo sulla liturgia ambrosiana.

## La biblioteca oggi
Oggi la biblioteca, per la sua opera volta alla conservazione, non prevede il prestito dei volumi, ma consente il pubblico accesso e consultazione al materiale librario e documentale. Il patrimonio della biblioteca è andato via via arricchendosi, soprattutto grazie a importanti donazioni da parte di privati a partire dal Novecento. Oggi conta circa 15 000 volumi, tra i quali 91 manoscritti e circa 80 incunaboli, 300 cinquecentine, 475 edizioni del Seicento, un migliaio del Settecento e 1900 volumi pubblicati nell'Ottocento. Sono inoltre presenti 165 periodici, cinque dei quali correnti.
La biblioteca comprende alcuni importanti fondi archivistici, come l'archivio Pio e Miriam Bondioli, l'archivio storico della parrocchia e della pieve, il fondo della fabbriceria e del Capitolo canonicale di San Giovanni Battista e gli archivi di alcune confraternite, in particolare quella del Santissimo Sacramento di Busto Arsizio.
Annesso alla biblioteca è l'archivio storico di San Giovanni Battista, ricco di documenti di grande interesse locale, a partire dalla fine del XV secolo.